# Coupe LG
La Coupe LG (hangul: LG배 세계기왕전, hanja: LG杯 世界棋王戰) est une compétition internationale de jeu de go, organisée en Corée du Sud.

## Organisation
La Coupe LG est commanditée par le groupe industriel coréen Lucky-Goldstar. Elle a été créée en remplacement du titre coréen Kiwang. 16 joueurs sont sélectionnés par un préliminaire et jusqu'à 16 autres joueurs sont invités directement. Dans la dernière édition, 256 joueurs se sont affrontés pendant les préliminaires, un record dans l'histoire de la compétition. Les joueurs sont invités de la façon suivante :
- les 2 finalistes de l'année précédente
- 5 joueurs de  Corée du Sud
- 4 joueurs du  Japon
- 4 joueurs de  Chine
- 1 joueur de  Taïwan

La finale se joue en cinq parties. Le komi est de 6,5 points. Le gagnant remporte une somme de 250 000 000 Won (201 000 $).

## Vainqueurs
| Année | Vainqueur     | Finaliste       |
| ----- | ------------- | --------------- |
| 1997  | Lee Chang-ho  | Yoo Changhyuk   |
| 1998  | O Rissei      | Yoo Changhyuk   |
| 1999  | Lee Chang-ho  | Ma Xiaochun     |
| 2000  | Yu Bin        | Yoo Changhyuk   |
| 2001  | Lee Chang-ho  | Lee Sedol       |
| 2002  | Yoo Changhyuk | Cho Hunhyun     |
| 2003  | Lee Sedol     | Lee Chang-ho    |
| 2004  | Lee Chang-ho  | Mok Jin-seok    |
| 2005  | Cho U         | Yu Bin          |
| 2006  | Gu Li         | Chen Yaoye      |
| 2007  | Zhou Junxun   | Hu Yaoyu        |
| 2008  | Lee Sedol     | Han Sang-Hoon   |
| 2009  | Gu Li         | Lee Sedol       |
| 2010  | Kong Jie      | Lee Chang-ho    |
| 2011  | Piao Wenyao   | Kong Jie        |
| 2012  | Jiang Weijie  | Lee Chang-ho    |
| 2013  | Shi Yue       | Won Seong-jin   |
| 2014  | Tuo Jiaxi     | Zhou Ruiyang    |
| 2015  | Park Junghwan | Kim Jiseok      |
| 2016  | Kang Dongyun  | Park Young-hoon |
| 2017  | Dang Yifei    | Zhou Ruiyang    |
| 2018  | Xie Erhao     | Iyama Yuta      |
| 2019  | Yang Dingxin  | Shi Yue         |
| 2020  | Shin Jinseo   | Park Junghwan   |
| 2021  | Shin Minjun   | Ke Jie          |
| 2022  | Shin Jinseo   | Yang Dingxin    |
| 2023  | Ding Hao      | Yang Dingxin    |